# TZW: DVGW-Technologiezentrum Wasser

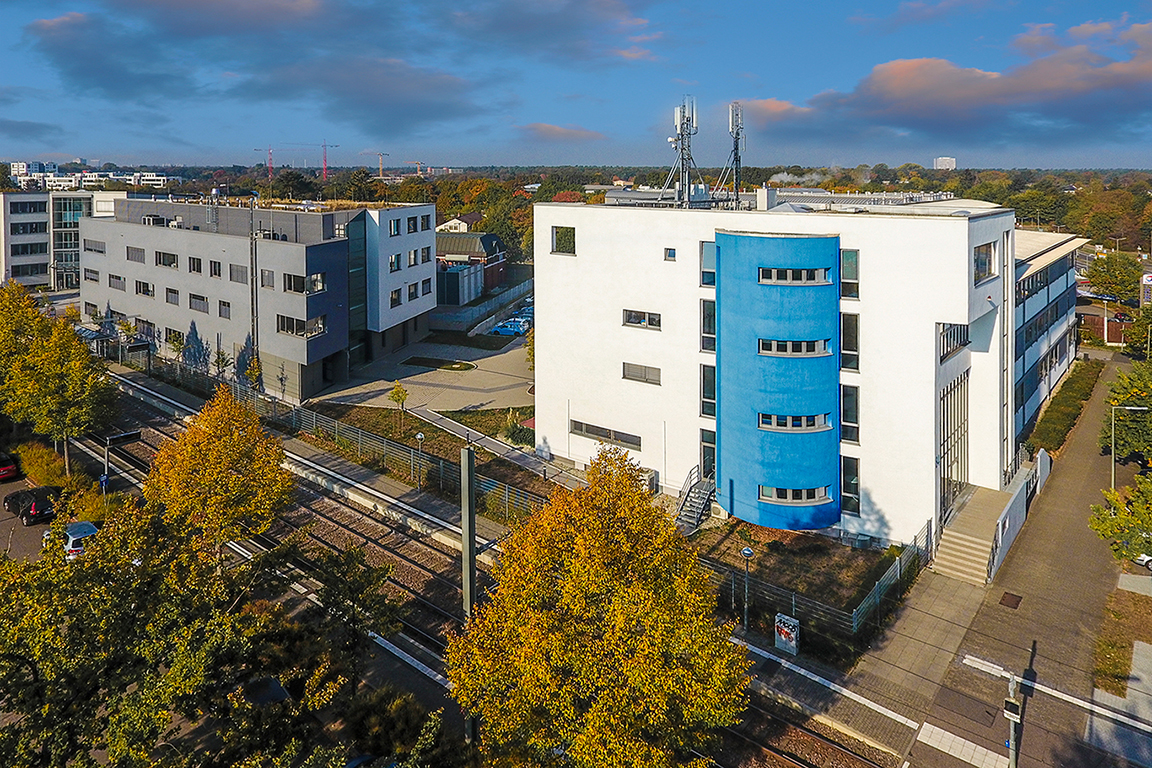
Hauptstandort des TZW in Karlsruhe

Das TZW: DVGW-Technologiezentrum Wasser widmet sich technisch-wissenschaftlichen Fragestellungen des  Wasserkreislaufs mit besonderem Fokus auf Trinkwasser. Rund 200  Mitarbeiter arbeiten in der  Forschung sowie der wissenschaftlichen Beratung. Seit der Gründung im Jahr 1991 hat sich das TZW zu einer  Plattform für den Austausch zum Thema Wasser entwickelt. Die Jahreseinnahmen setzen sich vor allem aus Forschungsförderung und Aufträgen von Unternehmen der Wasserbranche zusammen. Das TZW ist eine organisatorisch und haushaltstechnisch eigenständige, gemeinnützige Einrichtung des Deutschen Vereins des Gas- und Wasserfachs (DVGW). Das TZW verfügt über Standorte in Karlsruhe, Dresden und Hamburg.

## Aufgaben
Durch das Zusammenspiel von Wissenschaft und Praxis erarbeitet das TZW Konzepte für Wasserversorger, Industrieunternehmen, Fachbehörden und Hochschulen. An den einzelnen Projekten arbeiten interdisziplinäre Teams aus folgenden Bereichen zusammen:
- Grundwasser und Boden,
- Analytik und Wasserbeschaffenheit,
- Technologie und Wirtschaftlichkeit,
- Mikrobiologie und Molekularbiologie,
- Umweltbiotechnologie und Altlasten,
- Wasserchemische Forschung,
- der Prüfstelle Wasser und Korrosion sowie
- Verteilungsnetze und Hausinstallation.

Das TZW ist Ansprechpartner für Behörden, Ministerien und Verbände in Fragen der Gewässergüte, Trinkwasserqualität und Wassertechnologie. Es fungiert als Bindeglied zwischen DVGW, Universitäten, Wasserversorgungsunternehmen und internationaler Arbeitsgemeinschaften im Flusseinzugsgebiet des Rheins wie der AWBR. Es ist Mitglied in der internationalen Vereinigung für Wasserforschung (GWRC Global Water Research Coalition) und weiteren Forschungsverbünden wie WaterEurope, IWA, EurEau und Water Innovation Circle.

## Arbeitsgebiete

### Lösungen
Das TZW führt  technisch-wissenschaftliche Projekte  mit und bei den Kunden durch. Im Mittelpunkt stehen dabei zukunftsfähige und innovative Lösungen auf der Grundlage von  Forschungsergebnissen, technischen Regeln und praktischen Erfahrungen. Die Arbeitsgebiete umfassen den gesamten Wasserkreislauf:
- Wasseranalytik,
- Prüfung von Produkten und Geräten und allen Materialien in Kontakt mit Trinkwasser,
- Aufbereitungstechnologien,
- Stoffe und Mikroorganismen,
- Netzmanagement und Trinkwasserinstallation,
- Risikomanagement und
- Altlasten.

### Forschung
Das TZW betreibt interdisziplinäre, nationale und internationale Forschung im Bereich des Wasserfaches. Kernaufgaben sind praxisnahe Forschungs- und Entwicklungsarbeiten, deren Ergebnisse direkt zur Anwendung kommen oder mit zukünftigen Themenfeldern sowie dem DVGW-Regelwerk vorbereitet und umgesetzt werden.
In jährlich rund 50 Forschungsprojekten entwickelt das TZW Konzepte und Verfahren in Zusammenarbeit mit Wasserversorgern, Unternehmen, wissenschaftlichen Einrichtungen und Behörden. Die Forschungsaktivitäten konzentrieren sich auf die Bereiche Ressourcenschutz, Umweltbiotechnologie, Stoffbewertung, Mikrobiologie, Abwasser und Wasserkreislauf, Technologien, Produkte und Verfahren, Wasserverteilung und Infrastruktur sowie Sicherheit, Digitalisierung und Management.
Die Forschungsprojekte werden von dem Bundesministerium für Bildung und Forschung (BMBF), dem Deutschen Verein des Gas- und Wasserfaches e.V. (DVGW), der Deutschen Bundesstiftung Umwelt (DBU), dem Umweltbundesamt (UBA) sowie der Arbeitsgemeinschaft industrieller Forschungsvereinigungen (AiF) und dem EU Forschungsrahmenprogramm gefördert.

## Geschichte
Seit 1859 fördert der Deutsche Verein des Gas- und Wasserfaches (DVGW) die  Forschung für die Gas- und Wasserversorgung in Deutschland.
Die Gründung des TZW als DVGW-Technologiezentrum Wasser erfolgte im Jahr 1991 aus der Abteilung „Wasserchemie“ der DVGW-Forschungsstelle am  Engler-Bunte-Institut der Universität Karlsruhe.
In Dresden eröffnete im Jahr 1991 eine Außenstelle des TZW in der Nachfolge des DDR-Forschungszentrums Wassertechnik. Seit 2006 befindet sich die Außenstelle im Wasserwerk Hosterwitz.
Anfang Juli 1995 wurde der Neubau in Karlsruhe-Hagsfeld mit Büros, Technikräumen und Laboren bezogen.
Josef Klinger übernahm im Jahr 2010 die Geschäftsführung des TZW als Nachfolger von Wolfgang Kühn.
In den Jahren 2013 und 2017 erfolgten umfangreiche Erweiterungen und Modernisierungen der Standorte.